# 이강국 (법조인)

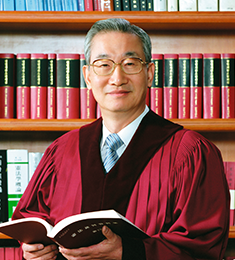

이강국(李康國, 1945년 9월 17일~)는 대한민국의 제4대 헌법재판소장을 지낸  법조인이다. 전북특별자치도 임실군 출신이다. 본관은 전주(全州)이며, 태종의 차남 효령대군 18대 후손이다. 종교는 천주교이며, 세례명은 사도 요한이다.
1967년 서울대학교 법과대를 졸업한 해에 제8회 사법고시에 합격하였다. 군법무관을 거쳐 1972년 대전지방법원 판사로 임용된 후 서울민사지법 판사, 법원행정처 조사심의관, 서울고등법원 판사, 대법원 재판연구관, 법원도서관장, 부산고등법원 부장판사, 서울고법 부장판사, 대전지방법원장 등 각급 법원의 요직을 거쳤다. 1988년에는 헌법재판소법 제정 당시 실무위원으로 참여하여 현행 헌법재판소의 법리적･제도적 초석을 다지는데 기여하였다. 2000년 대법관에 임명되었으며 2001년 법원행정처 처장을 역임하였고 2006년 대법관의 임기를 마친 후 2007년 1월 제4대 헌법재판소장에 취임하여 6년의 임기만료 후 변호사 생활을 이어가고 있다.

## 학력
- 전주고등학교 졸업
- 서울대학교 법과대학 졸업 (법학사)
- 서울대학교 사법대학원 법학과 석사과정 졸업, 법학석사 (학위논문명: 통치행위의 연구)
- 고려대학교 대학원 법학과 박사과정 졸업, 법학박사 (학위논문명 - 헌법합치적 법률해석: 서독에서의 이론과 실제)

## 경력
- 1967년: 제8회 사법시험 합격
- 1972년 6월: 판사(∼2006년 7월 대전지법, 부산고법, 서울고법, 대법원)
- 2000년 7월: 대법원 대법관
- 2001년 11월: 법원행정처 처장
- 2006년 9월: 법무법인 태평양 고문변호사
- 2007년 1월: 제4대 헌법재판소장
- 전주이씨대동종약원 종민회 회원
- 2013년: 전북대 법학전문대학원 석좌교수
- 2013년 6월: 서울대 법학전문대학원 초빙석좌교수
- 2015년: 법무법인(유) 한결 변호사
- 2019년 1월: 법무법인(유) 클라스 고문 변호사
- 법무법인(유한) 클라스한결 고문변호사

## 일화
- 개인이나 예의범절 등에서는 보수적이지만 사회제도 개선에서는 진보적이라 할 수 있는 판결을 적지 않게 내놓았다. 소수자 배려와 환경, 인권 등에 관련한 소신 판결이 많다. 전반적으로는 중도 성향에 가깝다.
- 새만금 사업 판결에서 ‘간척사업이 계속 진행돼야 한다’는 다수 의견에 동의하면서도 “정부가 사업의 정당성을 확보했다고 만족하지 말고 환경 친화적으로 할 수 있는 방안을 강구하라”는 보충의견을 제시, 환경의 중요성을 강조했다.
- 양심적 병역거부 사건 판결에서는 “서구와 동구의 징병제를 채택하고 있는 25개국에서도 양심적 병역거부자의 대체복부를 인정하고 있다. 대체복무제의 도입 시기와 기준 및 절차와 방법 등을 논의해야 할 시기가 됐다, 양심의 자유와 국방의 의무가 충돌할 경우 양심의 자유가 좀 더 존중되고 보장돼야 한다”며 다수 의견과 달리 소수자 인권을 옹호하는 반대의견을 냈다.
- 범죄 은폐나 법적 제재 회피 등의 의도가 없다면 ‘개인의 주관적 의사’를 중시해 개명(改名)을 허가해줘야 하고 여성도 종중원으로 인정해 줘야 한다고 판결하는 등 인권과 남녀평등을 강조하는 판결을 내리기도 했다.
- 철도민영화에 반대해 철도노조가 벌인 파업에 대해서는 “노조의 요구가 근로조건 관련 내용이 일부 포함돼 있지만 주로 정부 정책사항에 관한 것이었고 찬반투표 없이 파업에 돌입한 만큼 정당성이 없는 불법 파업에 대해 책임져야 한다”며 노조의 손해배상 책임을 인정하기도 했다.
- 매향리 주민들이 국가를 상대로 낸 손해배상 청구소송에서는 “매향리 사격장에서 발생하는 소음 등으로 인해 원고들이 본 피해는 사회통념상 참을 수 있는 정도를 넘는 것인 만큼 매향리 사격장의 설치 또는 관리에 하자가 있었다고 인정한 원심은 정당하다”며 주민들에게 승소판결을 내렸다.
- 헌법재판소장 퇴임 후 처음 재임 시에 약속 한대로 법률구조공단에서 무료로 재능기부를 시작하여 약속을 지키는 공직자의 미담을 보여주었다.